# Żaglouch
Żaglouch (Histiotus) – rodzaj ssaków z podrodziny mroczków (Vespertilioninae) w obrębie rodziny mroczkowatych (Vespertilionidae).

## Zasięg występowania
Rodzaj obejmuje gatunki występujące w Ameryce Południowej.

## Morfologia
Długość ciała (bez ogona) 51–70,2 mm, długość ogona 40–62 mm, długość ucha 20–39,5 mm, długość tylnej stopy 6–12 mm, długość przedramienia 41,8–51,1 mm; masa ciała 8–20 g.

## Systematyka
Rodzaj zdefiniował w 1856 roku francuski paleontolog i zoolog Paul Gervais w rozdziale o południowoamerykańskich nietoperzach w publikacji pod redakcją François-Louisa Laporte’a dotyczącej ekspedycji do środkowej części Ameryki Południowej. Na gatunek typowy Gervais wyznaczył (oznaczenie monotypowe) żagloucha tropikalnego (H. velatus).

### Etymologia
- Histiotus (Histictus)': gr. ιστίοv istion ‘sieć, żagiel’; ους ous, ωτος ōtos ‘ucho’[9].
- Simonycteris: gr. σιμος simos ‘zadartonosy, płaskonosy’[10]; νυκτερις nukteris, νυκτεριδος nukteridos ‘nietoperz’[11]. Gatunek typowy (oznaczenie monotypowe): †Simonycteris stocki Stirton, 1931.

### Podział systematyczny
Do rodzaju należą następujące występujące współcześnie gatunki:
- Histiotus montanus (R.A. Philippi & Landbeck, 1861) – żaglouch górski
- Histiotus colombiae O. Thomas, 1916
- Histiotus magellanicus (R.A. Philippi, 1866) – żaglouch magellański
- Histiotus diaphanopterus Feijó, P.A. Rocha & Althoff, 2015
- Histiotus alienus O. Thomas, 1916 – żaglouch wielkoskrzydły
- Histiotus humboldti Handley, 1996 – żaglouch mgłowy
- Histiotus mochica Velazco, Almeida, Cláudio, Giménez & Giannini, 2021
- Histiotus cadenai Rodríguez-Posada, Ramírez-Chaves & Martínez-Medina, 2021
- Histiotus laephotis O. Thomas, 1916 – żaglouch boliwijski
- Histiotus velatus (I. Geoffroy Saint-Hilaire, 1824) – żaglouch tropikalny
- Histiotus macrotus (Poeppig, 1835) – żaglouch wielkouchy

Opisano również wymarły gatunek z pliocenu dzisiejszych Stanów Zjednoczonych:
- Histiotus stocki (Stirton, 1931)